# Gobiopsis namnas
Gobiopsis namnas är en fiskart som beskrevs av Koichi Shibukawa 2010. Gobiopsis namnas ingår i släktet Gobiopsis och familjen smörbultsfiskar. Inga underarter finns listade i Catalogue of Life.